# Vulgrin III. (Angoulême)
Vulgrin III. (auch Wulfgrin; † 1181) war ein Graf von Angoulême aus dem Haus Taillefer. Er war der älteste Sohn des Grafen Wilhelm VI. und der Margarete, einer Tochter des Vizegrafen Raimund I. von Turenne.
Vulgrin unterstützte seinen Vater im Jahr 1176 im Aufstand gegen Herzog Richard Löwenherz und führte dabei ein Brabanzonenheer plündernd durch das Poitou. Bei einer Gegenoffensive Richards wurde er Ende Mai 1176 zwischen Saint-Maigrin und Bouteville von diesem gestellt und in einer Feldschlacht vernichtend geschlagen, worauf sich die rebellierenden Herren Aquitaniens dem Herzog unterwerfen mussten.
Er starb nach nur kurzer Zeit als Graf von Angoulême. Aus seiner Ehe mit Elisabeth, einer Tochter des Hugo II. von Amboise (Haus Amboise), hatte er eine unmündige Tochter Mathilde († nach 1233). Zu deren Vormund erklärte sich Richard Löwenherz, allerdings bestritten Vulgrins Brüder, Wilhelm VII. und Aymar, ihre Erbfolge. Sie heiratete um 1200/1201 Hugo IX. von Lusignan.